# Daria Stepanovska
Daria Stepanovska est une joueuse de volley-ball ukrainienne née le 8 octobre 1986 à Vanino (Kraï de Khabarovsk). Elle mesure 1,77 m et joue au poste de réceptionneuse-attaquante.

## Clubs
| Club            | De        | À         |
| --------------- | --------- | --------- |
| Khimik Youjne-2 | 2001-2002 | 2002-2003 |
| Khimik Youjne   | 2003-2004 | …         |

## Palmarès
- Championnat d'Ukraine
  - Vainqueur : 2011, 2012, 2013, 2017, 2018, 2019.
- Coupe d'Ukraine
  - Vainqueur : 2017, 2018, 2019, 2020.
  - Finaliste : 2011, 2012.
- Supercoupe d'Ukraine
  - Vainqueur : 2016, 2017, 2018, 2019.